# Blood Bowl II
Blood Bowl II est un jeu vidéo de stratégie au tour par tour développé par Cyanide et édité par Focus Home Interactive, sorti en 2015 sur Windows, PlayStation 4 et Xbox One. Il s'agit de la suite du jeu Blood Bowl. Il est basé sur le jeu de figurines du même nom.

## Accueil
- GameSpot : 8/10[1]
- IGN : 7,8/10[2]
- Jeuxvideo.com : 16/20[3] - 17/20 (Legendary)[4]
- Rock, Paper, Shotgun : « J'ai été à nouveau pris par le jeu et il présente juste assez d'améliorations pour préserver mon intérêt » (Adam Smith)[5]